# GDDR3 SDRAM

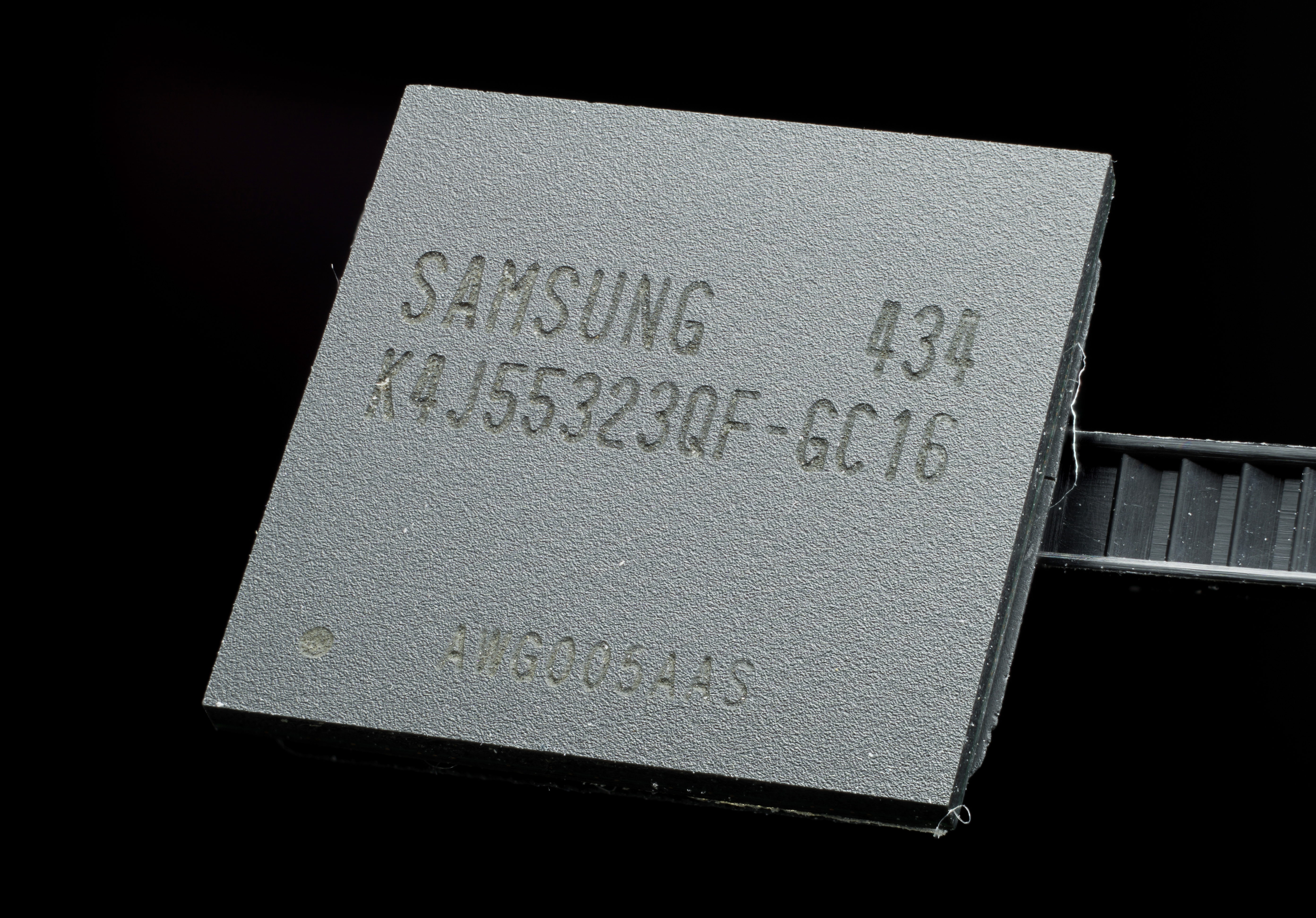
Un encapsulat Samsung GDDR3 de 256 MBit.

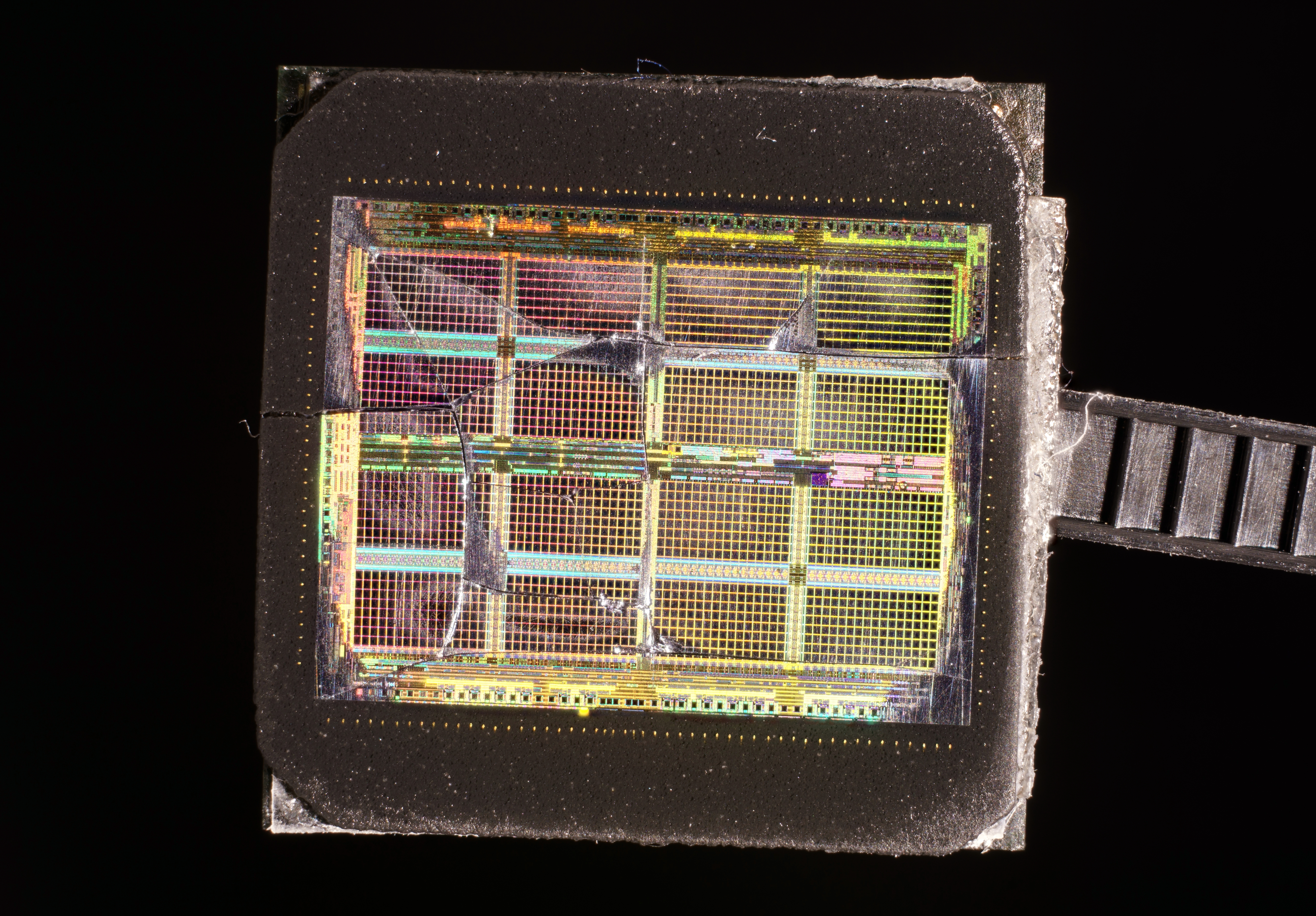
Dins d'un encapsulat Samsung GDDR3 de 256 MBit.

GDDR3 SDRAM (Graphics Double Data Rate 3 SDRAM) és un tipus de DDR SDRAM especialitzat per a unitats de processament gràfic (GPU) que ofereix menys latència d'accés i majors amplades de banda. La seva especificació va ser desenvolupada per ATI Technologies en col·laboració amb proveïdors de DRAM com Elpida Memory, Hynix Semiconductor, Infineon (després Qimonda) i Micron. Més tard es va adoptar com a estàndard JEDEC.
Té la mateixa base tecnològica que la DDR2, però els requisits de dispersió d'energia i calor s'han reduït una mica, permetent mòduls de memòria de major rendiment i sistemes de refrigeració simplificats. GDDR3 no està relacionat amb l'especificació JEDEC DDR3. Aquesta memòria utilitza terminadors interns, la qual cosa li permet gestionar millor certes demandes gràfiques. Per millorar el rendiment, la memòria GDDR3 transfereix 4 bits de dades per pin en 2 cicles de rellotge.
La interfície GDDR3 transfereix dues paraules de dades de 32 bits d'ample per cicle de rellotge des dels pins d'E/S. Corresponent a la recuperació prèvia 4n, un únic accés d'escriptura o lectura consisteix en una transferència de dades d'un cicle de rellotge de 128 bits d'amplada al nucli de memòria interna i quatre transferències de dades de 32 bits d'amplada i mig cicle de rellotge corresponents als pind d'I/O. Les estrobosques de dades de lectura i escriptura unidireccionals d'un sol extrem es transmeten simultàniament amb les dades de lectura i escriptura respectivament per capturar dades correctament als receptors tant de la SDRAM gràfica com del controlador. Els flashs de dades s'organitzen per byte de la interfície de 32 bits d'ample.

## Avantatges de GDDR3 sobre DDR2
- El senyal estroboscòpic de GDDR3, a diferència de la SDRAM DDR2, és unidireccional i d'un sol extrem (RDQS, WDQS). Això significa que hi ha un estroboscopi de dades de lectura i escriptura independent que permet una relació de lectura i escriptura més ràpida que la de DDR2.
- GDDR3 té una capacitat de restabliment de maquinari que li permet esborrar totes les dades de la memòria i tornar a començar.
- Els requisits de tensió més baixos condueixen a requeriments d'energia més baixos i una producció de calor més baixa.
- Freqüències de rellotge més altes, a causa de la menor producció de calor, això és beneficiós per augmentar el rendiment i temps més precisos.